# Thysanomitrion wainioi
Thysanomitrion wainioi är en bladmossart som beskrevs av Brotherus och C. Müller 1900. Thysanomitrion wainioi ingår i släktet Thysanomitrion och familjen Dicranaceae. Inga underarter finns listade i Catalogue of Life.